# František Kubeš
František Kubeš (15. dubna 1925 - ???) byl český a československý politik Komunistické strany Československa a poslanec Sněmovny lidu Federálního shromáždění za normalizace.

## Biografie
K roku 1976 se profesně uvádí jako slévač. XV. sjezd KSČ ho zvolil za člena Ústředního výboru Komunistické strany Československa. XVI. sjezd KSČ a XVII. sjezd KSČ ho ve funkci potvrdil.
Po volbách roku 1971 zasedl do Sněmovny lidu (volební obvod č. 13 - Praha 9). Mandát nabyl až dodatečně v září 1975 po doplňovacích volbách poté, co se dosavadní poslanec Gustáv Husák stal prezidentem republiky. Mandát obhájil ve volbách roku 1976 (obvod Praha 9-jih), volbách roku 1981 (obvod Praha-jih) a volbách roku 1986 (obvod Praha 9) . Ve Federálním shromáždění setrval do konce funkčního období, tedy do svobodných voleb v roce 1990. Netýkaly se ho takzvané kooptace do Federálního shromáždění po sametové revoluci.